# Russell Ackoff
Russell Lincoln Ackoff (Philadelphia (Pennsylvania), 12 februari 1919 - 29 oktober  2009) was een Amerikaans bedrijfskundige en pionier op het gebied van operationeel onderzoek en algemene systeemtheorie.

## Loopbaan
Ackoff behaalde zijn bachelor in de architectuur in 1941 aan de Universiteit van Pennsylvania en promoveerde er in 1947 in de wetenschapsfilosofie. Van 1947 tot 1951 was hij assistent professor filosofie en wiskunde, van 1951 tot 1964 assissent en later professor operationeel onderzoek en van 1964 tot 1986 professor systeemwetenschap. 
Ackoff schreef ruim twintig boeken en een tweehonderdtal artikelen, waarvan er enige behoren tot de klassiekers. Naast z'n betrekkingen aan de universiteit heeft hij onderzoek verricht voor een 350-tal ondernemingen. Hij was president van de Operation Research Society en  de Society for General Systems Research.

## Werk (selectie)
Ackoff schreef een twintigtal boeken, veelal tezamen met andere auteurs:
- Psychologistics, met C. West Churchman, 1946.
- Methods of Inquiry, met C. West Churchman, 1950.
- Introduction to Operations Research, met C. West Churchman en E.L. Arnoff, J. Wiley and Sons, New York, 1957.
- Redesigning society, met Sheldon Rovin, Stanford Business Books, 2003.
- Beating the system: using creativity to outsmart bureaucracies met Sheldon Rovin, Berrett-Koehler San Francisco, 2005.